# 長身歐雅魚
長身歐雅魚（學名：Squalius orpheus）為輻鰭魚綱鯉形目雅羅魚科的其中一種，分布於歐亞大陸從希臘、保加利亞和土耳其的馬利察河至斯特魯馬河流域，本魚體細長，頭部長度等於或略大於身體深度；嘴近末端，上唇明顯突出超出下顎，側線鱗44-46枚，體長可達28.1公分，棲息在水流平穩的溪流和湖泊，生活習性不明。